# 天主教巴纳伊巴教区
天主教巴納伊巴教區（拉丁語：Dioecesis Parnaibensis），是巴西一個天主教教區，位於皮奧伊州北部，屬特雷西納總教區。
教區成立於1944年12月16日，2004年有教友495,000人，佔總人口90.0%。有廿二個堂區、司鐸卅七人。現任教區主教為阿爾弗雷多·舍弗勒。